# Fletxa Valona 2013

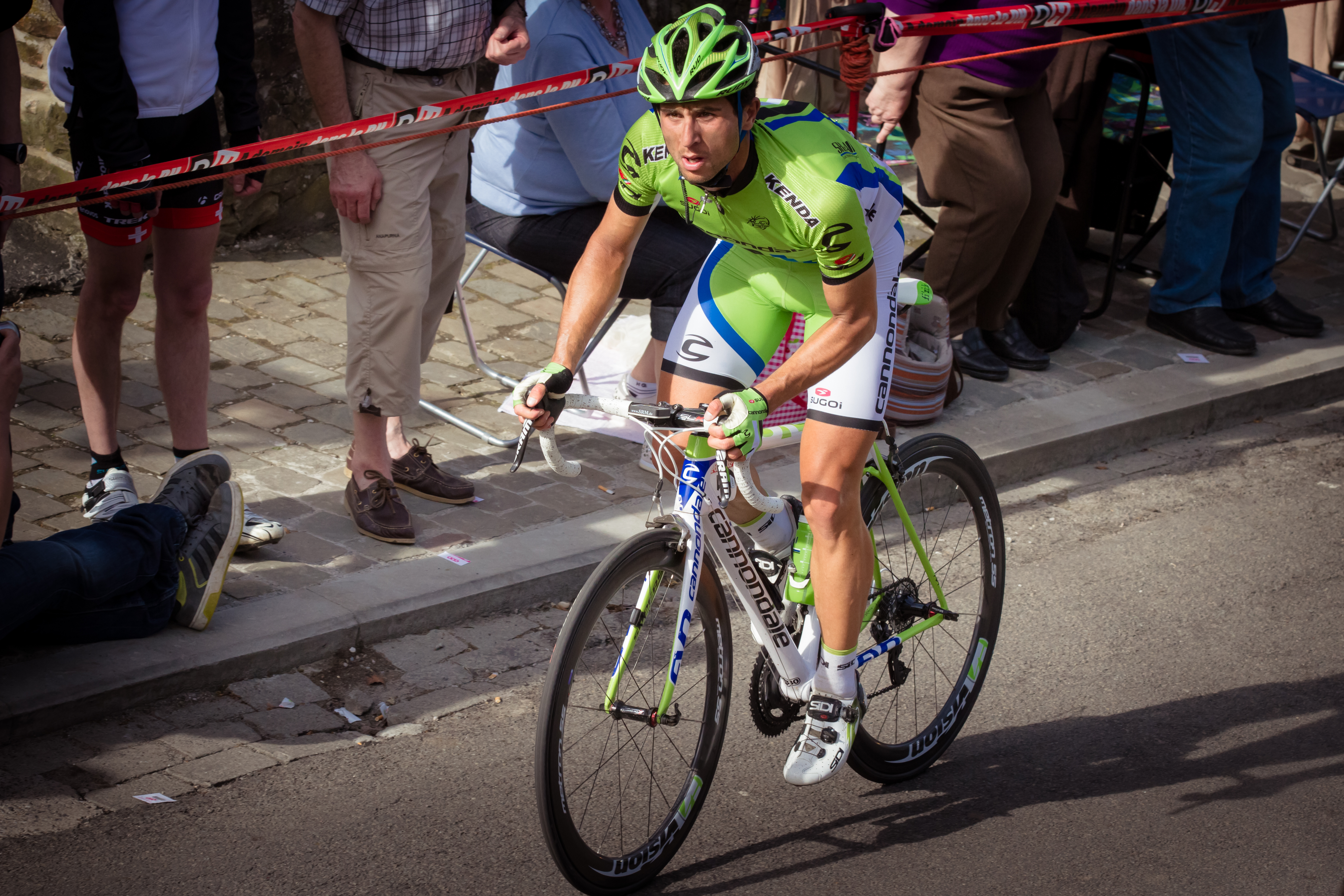
Imatge de Daniele Ratto a la cursa de 2013.

La Fletxa Valona 2013, 77a edició de la Fletxa Valona, es va disputar el dimecres 17 d'abril de 2013, entre Binche i Huy, sobre un recorregut de 205 kilòmetres. Aquesta era la dotzena prova de l'UCI World Tour 2013 i segona del tríptic de les Ardenes, després de l'Amstel Gold Race i abans de la Lieja-Bastogne-Lieja.
La cursa fou guanyada per l'espanyol Daniel Moreno (Team Katusha) que s'imposà després de superar en els darrers metres de l'ascensió al Mur de Huy al colombià Carlos Betancur (AG2R La Mondiale), que havia estat el primer ciclista a atacar en les dures rampes del mur i que finalment acabà tercer, en ser superat pel també colombià Sergio Henao (Team Sky).

## Recorregut
Nombrosos canvis tenen lloc en el recorregut d'aquesta edició respecte al de l'any anterior. El primer pas pel mur de Huy s'endarrereix 38 km, i s'insereixen dues cotes en la primera part de la cursa: la cota de Nannine i la de Groynne. Posteriorment es fan dos circuits amb final al cim del Mur de Huy. El primer d'ells té 63,75 km i en ell es pugen 5 cotes més, tres d'elles presents el 2012. El darrer tram és similar al del 2012, amb dues cotes més i l'arribada al cim del mur de Huy.

### Cotes
| Núm. | Nom                         | Quilòmetres | Distància (m) | Pendent mitjà | Quilòmetres a l'arribada |
| ---- | --------------------------- | ----------- | ------------- | ------------- | ------------------------ |
| 1    | Cota de Naninne             | 76,5        | 2.600         | 3,7%          | 128,5                    |
| 2    | Cota de Groynne             | 89,5        | 2.000         | 3,5%          | 115,5                    |
| 3    | Mur de Huy (1r pas)         | 108,5       | 1.300         | 9,3%          | 96,5                     |
| 4    | Cota d'Ereffe               | 127,5       | 2.500         | 5,9%          | 77,5                     |
| 5    | Cota de Peu d'Eau           | 146         | 2.700         | 3,9%          | 59                       |
| 6    | Cota de Bellaire            | 151         | 1.000         | 6,8%          | 54                       |
| 7    | Cota de Bohisseau           | 158,5       | 1.300         | 7,6%          | 46,5                     |
| 8    | Cota de Bousalle            | 161,5       | 1.400         | 7,9%          | 43,5                     |
| 7    | Mur de Huy (2n pas)         | 173,5       | 1.300         | 9,3%          | 32,5                     |
| 8    | Cota d'Amay                 | 190         | 1.500         | 7,4%          | 15                       |
| 9    | Cota de Villers-le-Bouillet | 196,5       | 1.200         | 7,5%          | 8,5                      |
| 10   | Mur de Huy (3r pas)         | 205         | 1.300         | 9,3%          | arribada                 |

## Equips participants
L'organització comunicà una llista amb sis equips convidats el 25 de febrer de 2013. 25 equips prenen part en aquesta Fletxa Valona, els 19 ProTeams i 6 equips continentals:
| Núm.    | Codi | Equip                   |
| ------- | ---- | ----------------------- |
| 1-8     | KAT  | Team Katusha            |
| 11-18   | OGE  | Orica-GreenEDGE         |
| 21-28   | BMC  | BMC Racing Team         |
| 31-38   | SKY  | Team Sky                |
| 41-48   | RLT  | RadioShack-Leopard      |
| 51-58   | CAN  | Cannondale              |
| 61-68   | OPQ  | Omega Pharma-Quick Step |
| 71-78   | GRS  | Garmin-Sharp            |
| 81-88   | BLA  | Blanco Team             |
| 91-98   | MOV  | Movistar Team           |
| 101-108 | TST  | Team Saxo-Tinkoff       |
| 111-118 | AST  | Astana Qazaqstan Team   |
| 121-128 | IAM  | IAM                     |

| Núm.    | Codi | Equip                       |
| ------- | ---- | --------------------------- |
| 131-138 | SOJ  | Sojasun                     |
| 141-148 | LAM  | Lampre-Merida               |
| 151-158 | FDJ  | FDJ                         |
| 161-168 | LTB  | Lotto-Belisol               |
| 171-178 | TSV  | Topsport Vlaanderen-Baloise |
| 181-188 | EUS  | Euskaltel–Euskadi           |
| 191-198 | ALM  | AG2R La Mondiale            |
| 201-208 | COL  | Colombia                    |
| 211-218 | AJW  | Accent Jobs-Wanty           |
| 221-228 | VCD  | Vacansoleil-DCM             |
| 231-238 | ARG  | Argos-Shimano               |
| 241-248 | CRE  | Crelan-Euphony              |

## Classificació final
|    | Ciclista                 | Equip                   | Temps      | World Tour Punts |
| -- | ------------------------ | ----------------------- | ---------- | ---------------- |
| 1  | Daniel Moreno (ESP)      | Team Katusha            | 4h 52' 33" | 80               |
| 2  | Sergio Henao (COL)       | Team Sky                | + 3"       | 60               |
| 3  | Carlos Betancur (COL)    | AG2R La Mondiale        | + 3"       | 50               |
| 4  | Daniel Martin (IRL)      | Garmin-Sharp            | + 3"       | 40               |
| 5  | Michał Kwiatkowski (POL) | Omega Pharma-Quick Step | + 3"       | 30               |
| 6  | Joaquim Rodríguez (CAT)  | Team Katusha            | + 8"       | 22               |
| 7  | Alejandro Valverde (ESP) | Movistar Team           | + 8"       | 14               |
| 8  | Igor Antón (ESP)         | Euskaltel–Euskadi       | + 8"       | 10               |
| 9  | Bauke Mollema (NED)      | Blanco Team             | + 8"       | 6                |
| 10 | Rinaldo Nocentini (ITA)  | AG2R La Mondiale        | + 8"       | 2                |